# آيت اعزمان (سيدي الجزولي)
آيت اعزمان هي إحدى مشيخات المملكة المغربية، تتبع جغرافيا لإقليم الصويرة وإداريًا لسيدي الجزولي. يقدر عدد سكانها بـ 2019 نسمة حسب الإحصاء الرسمي للسكان والسكنى لسنة 2004.